# A Division 1921-1922 (Irlanda)
La stagione 1921-1922 è stata la prima edizione della League of Ireland, massimo livello del campionato di calcio irlandese.

## Classifica finale
|  | Pos. | Squadra          | Pt | G  | V  | N | P  | GF | GS | DR  |
|  | ---- | ---------------- | -- | -- | -- | - | -- | -- | -- | --- |
|  | 1.   | St. James's Gate | 23 | 14 | 11 | 1 | 2  | 31 | 8  | +23 |
|  | 2.   | Bohemians        | 21 | 14 | 10 | 1 | 3  | 35 | 13 | +18 |
|  | 3.   | Shelbourne       | 18 | 14 | 8  | 2 | 4  | 31 | 21 | +10 |
|  | 4.   | Olympia          | 14 | 14 | 5  | 4 | 5  | 20 | 21 | -1  |
|  | 5.   | Jacobs           | 12 | 14 | 4  | 4 | 6  | 23 | 27 | -4  |
|  | 6.   | Frankfort        | 11 | 14 | 3  | 5 | 6  | 22 | 32 | -10 |
|  | 7.   | Dublin Utd.      | 10 | 14 | 5  | 0 | 9  | 25 | 39 | -14 |
|  | 8.   | YMCA             | 3  | 14 | 0  | 3 | 11 | 17 | 43 | -25 |

Legenda:

         Campione d'Irlanda 1921-1922
         Ritirata
Note:
Due punti a vittoria, uno a pareggio, zero a sconfitta.

## Statistiche

### Primati stagionali
| Record - Maggior numero di vittorie: St. James's Gate (11) - Minor numero di sconfitte: St. James's Gate (2) - Miglior attacco: Bohemians (35) - Miglior difesa: St. James's Gate (8) - Miglior differenza reti: St. James's Gate (+23) - Maggior numero di pareggi: Frankfort (5) - Minor numero di vittorie: YMCA (0) - Maggior numero di sconfitte: YMCA (11) - Peggiore attacco: YMCA (17) - Peggior difesa: YMCA (43) - Peggior differenza reti: YMCA (-25) |

### Classifica marcatori
| Gol |  |  | Giocatore     | Squadra          |
| --- |  |  | ------------- | ---------------- |
| 11  |  |  | Jack Kelly    | St. James's Gate |
| 10  |  |  | Patrick Smith | Jacobs           |